# 長野中央郵便局
長野中央郵便局（ながのちゅうおうゆうびんきょく）は、長野県長野市にある郵便局。民営化前の分類では集配普通郵便局であった。

## 概要
住所：〒380-8799 長野県長野市南長野南県町1085-4

### 併設施設
- ゆうちょ銀行長野支店：取扱店番号110010 - 信越地域（長野県、新潟県）を受け持つ統括店である。
- なお、かんぽ生命保険長野支店は、当局併設ではなく日本郵政グループ長野ビル（日本郵便株式会社信越支社、長野栗田郵便局などが入居）内に設置されている。
- 民営化前は当局に「長野中央郵便局共通事務センター」が置かれていた（実際の所在地は旧長野鉄道郵便局局舎）。

### 分室
分室はなし。かつては以下の分室が存在した。
- 栗田分室（11001A） - 開設時の名称は逓信局内分室。後に郵政局内分室、さらに栗田分室に改称された。2007年（平成19年）の郵政民営化に先立って廃止。跡地を利用して長野栗田郵便局が設置された。
- 権堂分室 - 1928年（昭和3年）廃止。

## 沿革
- 1872年8月4日（明治5年7月1日） - 善光寺郵便取扱所として開設[1]。
- 1873年（明治6年） - 善光寺郵便役所となる[1]。
- 1874年（明治7年） - 長野郵便役所に改称[1]。
- 1875年（明治8年）1月1日 - 長野郵便局（二等）となる。翌日より為替取扱を開始[1]。
- 1878年（明治11年） - 貯金取扱を開始[1]。
- 1885年（明治18年） - 電信取扱を開始[1]。
- 1889年（明治22年）9月1日 - 長野郵便電信局となる[1]。
- 1903年（明治36年）4月1日 - 通信官署官制の施行に伴い長野郵便局となる[1]。
- 1906年（明治39年）12月26日 - 電話交換業務を開始[2]。
- 1925年（大正14年）
  - 1月18日 - 長野市西渡町から同市緑町に局舎を移転[3]。
  - 5月11日 - 長野市大字鶴賀権堂町に権堂分室を設置[4]。
- 1928年（昭和3年）1月21日 - 長野市緑町から同市西後町に局舎を移転[5]。同日､権堂分室を廃止[6]。
- 1948年（昭和23年）5月1日 - 長野市大字栗田の長野逓信局構内に逓信局内分室を設置[7]。
- 1949年（昭和24年）6月1日 - 逓信局内分室を郵政局内分室に改称。
- 1954年（昭和29年）7月1日 - 郵政局内分室において、簡易生命保険および郵便年金の窓口事務を開始。
- 1955年（昭和30年）2月1日 - 郵政局内分室において、電話通話および和文電報受付事務の取扱を開始。
- 1965年（昭和40年）7月11日 - 電話通話および和文電報受付事務の取扱を開始。
- 1970年（昭和45年）7月1日 - 長野中央郵便局に改称。
- 1991年（平成3年）10月1日 - 外国通貨の両替および旅行小切手の売買に関する業務取扱を開始。
- 2003年（平成15年）4月1日 - 郵政局内分室を栗田分室に改称。
- 2006年（平成18年）10月16日 - 七二会（なにあい）郵便局（長野市七二会甲）から「381-31xx」区域の集配業務を移管[8]。
- 2007年（平成19年）
  - 7月30日 - 栗田分室を廃止。跡地に長野栗田郵便局を設置。
  - 10月1日 - 民営化に伴い長野中央郵便局共通事務センターを廃止、併設された郵便事業長野支店、ゆうちょ銀行長野支店に一部業務を移管。
- 2012年（平成24年）10月1日 - 日本郵便株式会社の発足に伴い、郵便事業長野支店を長野中央郵便局に統合。
- 2017年（平成29年）4月1日 - ゆうゆう窓口の24時間営業を廃止。

## 取扱内容

### 長野中央郵便局
- 郵便、印紙、ゆうパック、内容証明
- 生命保険、バイク自賠責保険、自動車保険、がん保険、引受条件緩和型医療保険 - 平日18時まで営業。
- 「380-08xx」「380-09xx」「381-31xx」区域（長野市の一部）の集配業務
- ゆうゆう窓口

### ゆうちょ銀行長野支店
- 貯金、貸付、為替、振替、振込、国際送金、外貨両替、国債、投資信託、変額年金保険 - 平日18時まで営業。
- ATM

## 風景印
- 表記は『長野中央』
- 図案は国宝『善光寺本堂』・長野駅前『如是姫像』
- 使用開始日は1970年（昭和45年）7月1日
長野駅前郵便局・善光寺郵便局も表記が違うだけで、同じ印影の風景印である。

### 過去の風景印
- 2007年（平成19年）10月1日 - 2012年（平成24年）9月30日
  - 表記は『長野』
  - 図案は国宝『善光寺本堂』・長野駅前『如是姫像』

民営化に伴いゆうゆう窓口に配備

## 周辺
- 長野県庁
- 信濃毎日新聞社
- 長野県警察本部

## アクセス
- JR長野駅（善光寺口）から徒歩約14分
- 長野電鉄長野線 市役所前駅から徒歩約11分
- アルピコ交通・長電バス　中心市街地循環バス「ぐるりん号」 県庁前停留所下車
- 上信越自動車道 須坂長野東ICから西へ、もしくは長野ICから北へそれぞれ約8.5km
- 国道19号（昭和通り）沿い
- 駐車場あり：24台